# Józef Fijałkowski
Józef Fijałkowski ps. „Halniak”, „Odwet” (ur. 1913 w Zawadzie, zm. 1944 w Myślenicach) – żołnierz kampanii wrześniowej, członek Armii Krajowej, wojskowych struktur Polskiego Państwa Podziemnego. Dowódca oddziału partyzanckiego „Halniak” myślenickiego Obwodu Armii Krajowej „Murawa”. Wykonawca wyroków na Niemcach, konfidentach oraz zdrajcach narodu.

## Życiorys
Józef „Halniak” Fijałkowski urodził się 7 grudnia 1913 roku we wsi Zawada koło Myślenic. Wychowywał się w chłopskiej rodzinie. Jako dziecko był członkiem szkolnej drużyny harcerskiej. W młodości był aktywnym działaczem lokalnym Związku Młodzieży Wiejskiej. Do 1939 roku mieszkał w rodzinnej wiosce, prowadząc wraz z żoną Anną niewielki sklep.
Kończąc Szkołę Podoficerską Piechoty w 1939 roku uzyskał stopień kaprala. Służbę wojskową ukończył jako saper w stopniu plutonowego. W sierpniu 1939 roku został zmobilizowany, otrzymując dowództwo plutonu minerskiego w 5 Batalionie Saperów. Podczas wojny obronnej 1939 roku odznaczył się szczególnie w akcji pod Janowem Lubelskim, wysadzając most ze znajdującymi się na nim wojskami hitlerowskimi. Po kapitulacji swojego oddziału dostał się do niewoli, z której uciekł. Powrócił do Zawady – rodzinnej miejscowości, w której rozpoczął działalność konspiracyjną, włączając w nią rodzinę i zaufanych mieszkańców wsi.
Jego mieszkanie wkrótce stało się punktem przerzutu polskich oficerów wędrujących za granicę, a także kontaktem krakowskiego Związku Walki Zbrojnej z komórką tej organizacji w Myślenicach.
Przybierając pseudonim „Halniak” zgłosił się do myślenickiej grupy egzekucyjnej, mającej na celu wykonywanie wyroków na szczególnie niebezpiecznych Niemcach, konfidentach i zdrajcach narodu. Współpracował wtedy z Józefem „Trzewikiem” Misiorem. Z powodu swojej działalności, szybko stał się znany gestapo i zaczął być poszukiwany. Ważniejsze wykonane przez Fijałkowskiego wyroki to: zlikwidowanie komendanta Straży Pożarnej w Dobczycach w dniu 5 maja 1943 roku, zlikwidowanie kominiarza Franciszka Bugno oraz likwidacja w grudniu 1943 roku wysokiego niemieckiego oficera SS i gestapo, oficera do zadań specjalnych, adiutanta Heinricha Hammana, przy którym znaleziono cenne dokumenty, m.in. listy Polaków przeznaczonych do aresztowania.
Józef przez pewien czas ukrywał u siebie zbiegów z obozu w Lamsdorf (Łambinowice) – dwóch brytyjskich podoficerów, lotników.
Fijałkowski w 1943 roku nawiązał kontakt z partyzanckim oddziałem “Błyskawica”. Wspólnie urządzili sylwestrową napaść na niemiecką garbarnię w Dobczycach, przeznaczając zdobycz Komendzie Obwodu.
W 1943 roku do żandarmerii niemieckiej w Myślenicach dołączono podoficera „Ślązaka” Rudolfa Szymańskiego. Jako zdrajca narodu zmienił nazwisko na niemieckie Drachenberg. To właśnie Fijałkowski został wyznaczony do jego egzekucji.
W nocy, z 3 na 4 kwietnia 1944 roku na granicy Rudnika i Jawornika Fijałkowski wraz z grupą 17 partyzantów zorganizował zamach ma Rudolfa Drachenberga. W zamachu zginęło sześciu Niemców, w tym kapitan żandarmerii Josef Dreyer. Drachenberg, który jechał w ostatnim samochodzie niemieckiej kolumny – zdołał uciec do Myślenic. Mimo niepowodzenia akcji Fijałkowskiemu zdobył dokumenty niemieckiego oficera oraz niemiecką broń.
7 kwietnia 1944 roku, w Wielki Piątek. Józef Fijałkowski nocował w swoim rodzinnym domu, by spotkać się z kilkuletnim synem i żoną. W tym samym czasie Rudolf Drachenberg postanowił uprowadzić syna i żonę Fijałkowskiego, bo, jak sądził, wówczas Fijałkowski sam stawi się na posterunku żandarmerii w celu ich odzyskania. Wczesnym rankiem Drachenberg wraz z żandarmami przybyli do Zawady, pod niewykończoną jeszcze strażnicę, w której mieszkał Fijałkowski. Drzwi otwarł im sam „Halniak” z pistoletem maszynowym w rękach. Broń się zacięła, a napastnicy odskoczyli. Fijałkowski zamknął drzwi i wybiegł na piętro, skąd rzucił granat pod nogi zaskoczonych żandarmów. Potem ostrzeliwał żandarmów z pistoletu maszynowego raniąc jednego i zabijając drugiego. W wyniku wybuchu Rudolf Drachenberg został ciężko ranny – i po miesiącu zmarł.
W zemście za zabójstwo Drachenberga, 30 kwietnia 1944 roku, Niemcy wymordowali niemal całą rodzinę Józefa Fijałkowskgo w Zawadzie. Uratowali się tylko najmłodszy brat – Jan, i ciężko ranna siostra – Stefania.
W tym samym dniu oficer łączności Obwodu „Murawa” mianował Józefa Fijałkowskiego dowódcą jednego z pierwszych lokalnych oddziałów partyzanckich – „Halniaka”, Jednocześnie Fijałkowski zmienił swój pseudonim z „Halniaka” na „Odwet”.
W nocy z 28 na 29 maja 1944 roku Józef Fijałkowski wraz z Józefem „Sępem” Syrkiem udali się na akcję, której celem była likwidacja burmistrza Myślenic, Józefa Wagi. Gdy dotarli nad potok Bysinka w Myślenicach w okolicach mostu na Rabie, „Sęp” zastrzelił Józefa Fijałkowskiego. Potem odciął mu głowę i zaniósł żandarmom niemieckim na posterunek w Myślenicach. Motywem zdrady była chęć uratowania brata – Karola „Orlika” Syrka, który był więziony przez hitlerowców. Ciało Fijałkowskiego pochowano w miejscu jego śmierci, gdzie współcześnie znajduje się symboliczny pomnik – grób, upamiętniający tamte wydarzenia.
Ekshumowane zwłoki Józefa Fijałkowskiego oraz jego rodziny pochowano 25 października 1945 na cmentarzu w Sieprawiu.
19 czerwca 2019 roku Minister Obrony Narodowej RP awansował pośmiertnie Józefa Fijałkowskiego na stopień podporucznika. W 2024 został odznaczony pośmiertnie Krzyżem Kawalerskim Orderu Odrodzenia Polski.